# Sparkasse Hansestadt Stralsund
Die Sparkasse Hansestadt Stralsund (SHS), vormals Sparkasse Stralsund, war eine Sparkasse mit Sitz in der Hansestadt Stralsund. Sie fusionierte zum 1. Januar 2005 mit der Sparkasse Vorpommern. Die Sparkasse wurde öffentlich bekannt, als sie an private Investoren verkauft werden sollte.

## Geschichte
Die Sparkasse Stralsund wurde am 13. August 1945 im Gebäude Alter Markt 8 wieder eröffnet. Der Oberbürgermeister Otto Kortüm verfügte dazu am 7. August 1945:
„Die Sparkasse nimmt Einzahlungen nur auf Sparkonten entgegen und verzinst Einlagen mit gesetzlicher Kündigung mit 2,5 Prozent p. a. Die Sparer können über ihre Einlagen bis RM 1000,– im Kalendermonat ohne Kündigung gegen Vorlage der Sparbücher verfügen.“
Die Sparkasse hatte im Jahr 2002 mit 32.000 Girokonten nach eigenen Angaben einen Marktanteil von 65 Prozent, die Bilanzsumme betrug 550 Millionen Euro, 160 Mitarbeiter waren beschäftigt. Unter den 519 deutschen Sparkassen nahm das Stralsunder Institut nach der Bilanzsumme den 424. Platz ein.
Hauptsitz der Sparkasse war ein Gebäude am Neuen Markt in Stralsund. Bankleitzahl war die 130 510 52.

### Verkaufspläne
Der Stralsunder Oberbürgermeister Harald Lastovka (CDU), der von Amts wegen Verwaltungsratsvorsitzender der Sparkasse war, hatte sich stark für einen Verkauf eingesetzt, da der Verkauf bis zu 50 Millionen Euro in die Stadtkasse einbringen sollte. Gemäß Sparkassengesetz des Landes Mecklenburg-Vorpommern ist der Verkauf einer Sparkasse an einen privaten Investor jedoch ausgeschlossen. Geplant war deshalb, nur die Vermögenswerte inklusive des Bankgeschäfts zu verkaufen; die übrig bleibende „leere Hülle“ sollte im Anschluss an den Verkauf aufgelöst werden. Diese rechtliche Lücke bestand nach Ansicht einer beratenden Rechtsanwaltskanzlei.
Das Finanzministerium von Mecklenburg-Vorpommern hob im Dezember 2003 einen Beschluss des Verwaltungsrates der Sparkasse Stralsund auf, wonach ein Verkauf des öffentlich-rechtlichen Kreditinstitutes geprüft werden sollte. Die CDU-Fraktion in der Stralsunder Bürgerschaft kritisierte die Verfügung als „schweren Eingriff in die kommunale Selbstverwaltung“. Die Bürgerschaft der Hansestadt entschied sich am 11. Dezember 2003 mit 27 zu 10 Stimmen für den „Sachantrag gemäß Paragraf 22 Kommunalverfassung MV“, wonach geprüft werden sollte, „die Sparkasse Hansestadt Stralsund (SHS) an einen Investor zu veräußern und die Erlöse für einen gemeinnützigen Zweck zu verwenden. Dabei sollen verschiedene Möglichkeiten der Veräußerung in Betracht gezogen werden, insbesondere eine Fusion gegen Wertausgleich mit einem anderen öffentlich-rechtlichen Kreditinstitut und der Verkauf aller bzw. wesentlicher Vermögenswerte der SHS an einen sonstigen Erwerber.“. Am 18. Dezember 2003 setzte das Innenministerium von Mecklenburg-Vorpommern den Beschluss vorerst aus. Das Verwaltungsgericht Greifswald lehnte Ende Februar 2004 einen Eilantrag ab, der die Stadt Stralsund von der Investorensuche abhalten sollte, bis die Entscheidung über die Zulässigkeit eines Bürgerbegehrens gefallen sei.
Eine von der PDS-Fraktion der Stralsunder Bürgerschaft initiierte Unterschriftensammlung gegen den Sparkassen-Verkauf brachte 6952 Unterschriften zusammen; 5000 waren für einen Bürgerentscheid notwendig. Im März 2004 stimmte die SPD-Fraktion der Stralsunder Bürgerschaft, die zuvor den Verkauf befürwortet hatte, gemeinsam mit der CDU dafür, das Prüfverfahren zum Verkauf einzustellen. Der Antrag wurde mit einer Gegenstimme angenommen. Anfang März 2004 hatte der Landtag von Mecklenburg-Vorpommern das ergänzte Sparkassengesetz verabschiedet, das keinen Spielraum für einen Sparkassenverkauf mehr lässt, auch nicht im Rahmen des „Asset-Deals“.
Ein Verkauf der Sparkasse Stralsund hätte das deutsche Drei-Säulen-Modell aufbrechen können. Für die Sparkasse hatten sich unter anderem die Commerzbank und die schwedische SEB interessiert. Commerzbank-Chef Klaus-Peter Müller hatte auf der Bilanzpressekonferenz des Kreditinstituts Mitte Februar 2004 das Interesse an der Stralsunder Sparkasse bekräftigt.
Der Präsident des Deutschen Landkreistages, Hans Jörg Duppré, begrüßte den Stopp der Verkaufspläne. Der Pressesprecher des Bundesverbandes deutscher Banken, Oliver Wolfrum, erklärte, „Stralsund habe eine wichtige Diskussion über Verkrustungen im deutschen Bankensystem angestoßen“.

### Fusion
Der Ostdeutsche Sparkassen- und Giroverband favorisierte eine Fusion der Stralsunder Sparkasse mit der benachbarten Sparkasse Vorpommern. Die Fusion mit der Sparkasse Vorpommern wurde am 1. Januar 2005 vollzogen.

### Gerichtsverfahren
Die Sparkasse Hansestadt Stralsund kündigte den beiden Vorstandsmitgliedern Winfried Burke und Peter Stehr am 27. November 2003 das Anstellungsverhältnis fristlos. Die Sparkasse hatte Ende Dezember 2004 ein Mandat an eine Stralsunder Rechtsanwaltskanzlei, an der die Ehefrau des Oberbürgermeisters Harald Lastovka, beteiligt war, erteilt. Gegenstand des Mandats war ein Verfahren gegen die beiden ehemaligen Vorstandsmitglieder. Im Rahmen des Verfahrens hat die Kanzlei für die Sparkasse einen Schadensersatzanspruch in Höhe von 18.748.000 Euro geltend gemacht, der ihr aus angeblich pflichtwidrig vergebenen Krediten und Aktiengeschäften entstanden sein sollte. Die Vergütung der Kanzlei sollte damit rund 150.000 Euro betragen.
Der SPD-Abgeordnete im Landtag Mecklenburg-Vorpommern, Jörg Heydorn, brachte im März 2005 eine Kleine Anfrage an die Landesregierung ein, die sich auf Berichte der Ostsee-Zeitung bezog. Die Zeitung hatte über die Beauftragungspraxis durch die Sparkasse Stralsund an die Rechtsanwaltssozietät der Ehefrau des Oberbürgermeisters Harald Lastovka berichtet. Der Innenminister des Landes erklärte dazu, dass „der Landesregierung (…) keine detaillierten Informationen zur Vergabe von Aufträgen seitens der Sparkasse Stralsund, der Hansestadt Stralsund und Firmen, an denen die Stadt Stralsund beteiligt ist, an die Rechtsanwaltskanzlei der Ehefrau des Oberbürgermeisters der Hansestadt Stralsund vor(liegen)“. Das Innenministerium forderte Lastovka zu einer Stellungnahme auf, das Finanzministerium forderte die Sparkasse auf, „umfassend über die Beauftragung der Rechtsanwaltskanzlei der Ehefrau des Oberbürgermeisters der Hansestadt Stralsund zu berichten“.
Das Landgericht Stralsund entschied mit Urteil vom 15. August 2007, dass die Kündigungen der beiden Vorstandsmitglieder durch die Sparkasse unwirksam sind. Die Widerklage der Sparkasse wurde vom Landgericht abgewiesen, da die Sparkasse nicht ordnungsgemäß vom Verwaltungsrat vertreten war und eine vorschriftsmäßige Vollmacht fehlte; eine Haftung wurde verneint, da „die Sparkasse den Klägern (…) in der Vergangenheit bereits Entlastung erteilt hatte“. Gegen das Urteil legte die Sparkasse Berufung ein, die vom Oberlandesgericht Rostock abgewiesen wurde.
Der ehemalige Vorstandschef der Sparkasse, Winfried Burke, musste sich im Dezember 2006 vor Gericht zu Vorwürfen um Unregelmäßigkeiten bei Kreditvergaben und Untreue verantworten. Die Staatsanwaltschaft warf Burke Untreue vor, weil er Stralsunds Oberbürgermeister Harald Lastovka Kredite zu marktunüblichen Konditionen eingeräumt und damit die Sparkasse Stralsund geschädigt haben soll. Von den gegen Burke erhobenen Vorwürfen wurde dieser mit Urteil vom 31. Januar 2007 des AG Stralsund (Az. 15 Cs 646/06) freigesprochen. Die Staatskasse trug die Kosten des Verfahrens und die notwendigen Auslages des Angeklagten. Auch gegen Lastovka wurde in diesem Zusammenhang fast zwei Jahre lang ermittelt; das Verfahren wurde im Juni 2006 eingestellt.